# Memex
De Memex is een door de Amerikaanse wetenschapper Vannevar Bush in de jaren 30 van de twintigste eeuw voorgesteld concept voor "een op microfilm gebaseerd apparaat waarin iemand al zijn belangrijke gegevens, boeken en communicatie met derden zou kunnen opslaan en dat zodanig georganiseerd zou zijn, dat de erin ondergebrachte informatie pijlsnel en uiterst flexibel zou kunnen worden opgeroepen en geraadpleegd." Met andere woorden: de Memex (een afkorting voor Memory Extender) zou zich moeten gedragen als een ideaal verlengstuk van het individuele, menselijke geheugen: snel, alomvattend en intuïtief.

## EssayAs we may think(1945)
Nadat hij verscheidene jaren zijn gedachten had laten gaan over zo'n technische oplossing voor de uitbreiding, verbetering en ondersteuning van het menselijk geheugen, zette Bush zijn gedachten daarover gedetailleerd uiteen in een essay, getiteld As We May Think, dat hij in juli 1945 publiceerde in het tijdschrift Atlantic Monthly.  In dat artikel voorspelt hij dat er "volledig nieuwe soorten encyclopedieën zullen ontstaan, compleet met een vlechtwerk van associatieve sporen, die rechtstreeks door de Memex kunnen worden uitgelezen, versterkt en weergegeven." Een paar maanden later, op 10 september 1945, publiceerde het bekende Amerikaanse tijdschrift Life een beknopte versie van As We May Think, met een aantal afbeeldingen van hoe zo'n Memex-machine met zijn diverse randapparaten er wellicht uit zou kunnen zien.
Ted Nelson en Douglas Engelbart lazen deze versie van Bush' essay, die hen beiden onafhankelijk van elkaar op ideeën bracht die uiteindelijk zouden leiden tot de ontwikkeling van hypertekst.

## Tekortkomingen
Veel later pas bleek dat het oorspronkelijke concept van de Memex ernstig tekortschoot omdat Vannevar Bush maar weinig benul had van informatietechnologie en microfilm.  Bovendien had hij nooit de moeite genomen om te onderzoeken of er al systemen bestonden als bouwstenen voor Memex. Zodoende was hij onkundig van het werkstation met microfilms dat Leonard Townsend in 1938 voorstelde. Evenmin had hij kennisgenomen van het meer geavanceerde selectie-apparaat dat met microfilms en elektronica werkte, waarvoor Emmanuel Goldberg al in 1931 een patent verworven had. Ook was hij niet betrokken bij de bibliotheekwereld, waar hij stellig steun zou hebben gevonden voor de verdere verfijning van zijn ideeën.